# Bataille de Grand-Champ
Chouannerie
Batailles
La bataille de Grand-Champ se déroule le 28 mai 1795, lors de la Chouannerie. Elle s'achève par la victoire des républicains qui s'emparent du bourg de Grand-Champ.

## Prélude
Le 30 mars 1795, des négociations de paix entre les républicains et les chouans débutent au château de la Prévalaye, à Rennes,. Elles aboutissent à la signature d'un traité de paix le 19 avril au manoir de la Mabilais,. Cependant, seuls 21 des 125 chefs royalistes venus à Rennes acceptent de signer le traité,. Le général en chef des chouans du Morbihan, Sébastien de La Haye de Silz, fait partie des signataires, mais il n'est pas imité par la majorité de ses subordonnés, notamment Georges Cadoudal.
Le Conseil du Morbihan décide alors d'envoyer deux de ses officiers, La Bourdonnaye et d'Allègre de Saint-Tronc, pour avertir Joseph de Puisaye à Londres de la tournure des événements,,. La Bourdonnaye est arrêté par les républicains, mais Allègre parvient à s'acquitter de sa mission,. Puisaye, alors en pleins préparatifs de l'expédition de Quiberon, condamne aussitôt le traité et Allègre retourne au Morbihan pour annoncer le débarquement imminent des troupes émigrées avec l'aide des Anglais,. 
Malgré la paix, de nombreux incidents éclatent entre royalistes et républicains. Dans ses mémoires, l'officier chouan Jean Rohu rapporte notamment qu'il capture 13 soldats républicains venus saisir du sel entre Carnac et Locmariaquer,. Selon le journal de l'abbé Richard, six républicains sont tués lors d'une attaque à Saint-Jean-du-Poteau, en Plumelin, et neuf autres sont faits prisonniers et emmenés à Grand-Champ
Le Conseil du Morbihan se réunit le 20 mai à Grand-Champ,,,. Sébastien de La Haye de Silz est présent, ainsi que Georges Cadoudal, Pierre Guillemot, Jean Jan, Auguste de La Haye de Silz, Bonfils de Saint-Loup, de Troussier, du Chélas, Eonnet, Lantivy de Kerveno, Berthelot, Lemercier, Bellec, du Bois-Berthelot, l'abbé Boutouillic et l'abbé Guillo,. Le Conseil prévoit alors de reprendre les hostilités au moment du débarquement anglo-émigré et décide d'avertir les Vendéens pour qu'ils organisent une opération de diversion,. 
Cependant le 21 mai, une nouvelle escarmouche oppose les républicains aux chouans de Cadoudal au village de Loperhet, près du bourg de Grand-Champ. Le 23 mai, Ballé, émissaire envoyé par Cormatin auprès du Conseil du Morbihan, est arrêté par les républicains près de Ploërmel et trois lettres compromettantes sont trouvées sur lui. Le 25 mai, le général Lazare Hoche fait arrêter Cormatin et son état-major à Rennes. Le 27 mai, les représentants en mission Jacques Guermeur et Louis Bruë sont informés à Quimperlé des réunions suspectes tenues par les chefs chouans du Morbihan,,,. Ils donnent alors l'ordre de les arrêter et d'envoyer des troupes fouiller les communes de Grand-Champ et Pluvigner,,,. Le soir du 27 mai, des colonnes républicaines sortent de Vannes et se portent sur Grand-Champ,.

## Forces en présence
Les effectifs des deux camps varient selon les sources. Selon une lettre écrite au lendemain du combat par quatre officiers chouans — Le Mercier, Berthelot, Du Boisberthelot fils et Du Chemin — et adressée à Jean Jan, l'affrontement oppose 250 chouans à 800 républicains. Le journal d'un prêtre réfractaire, l'abbé Richard, évoque quant à lui 500 républicains divisés en trois détachements.
Dans ses mémoires, Joseph de Puisaye porte le nombre des républicains à 1 500 contre quelques centaines d'hommes du côté des chouans. Selon Louis Georges de Cadoudal, neveu de Georges Cadoudal, les chouans sont entre 700 et 800,.
Les forces républicaines sont commandées par le général Jean-Louis Gaspard Josnet de Laviolais,,, tandis que les chefs royalistes encore présents à Grand-Champ au moment de l'attaque sont Sébastien de La Haye de Silz et Berthelot,.

## Déroulement

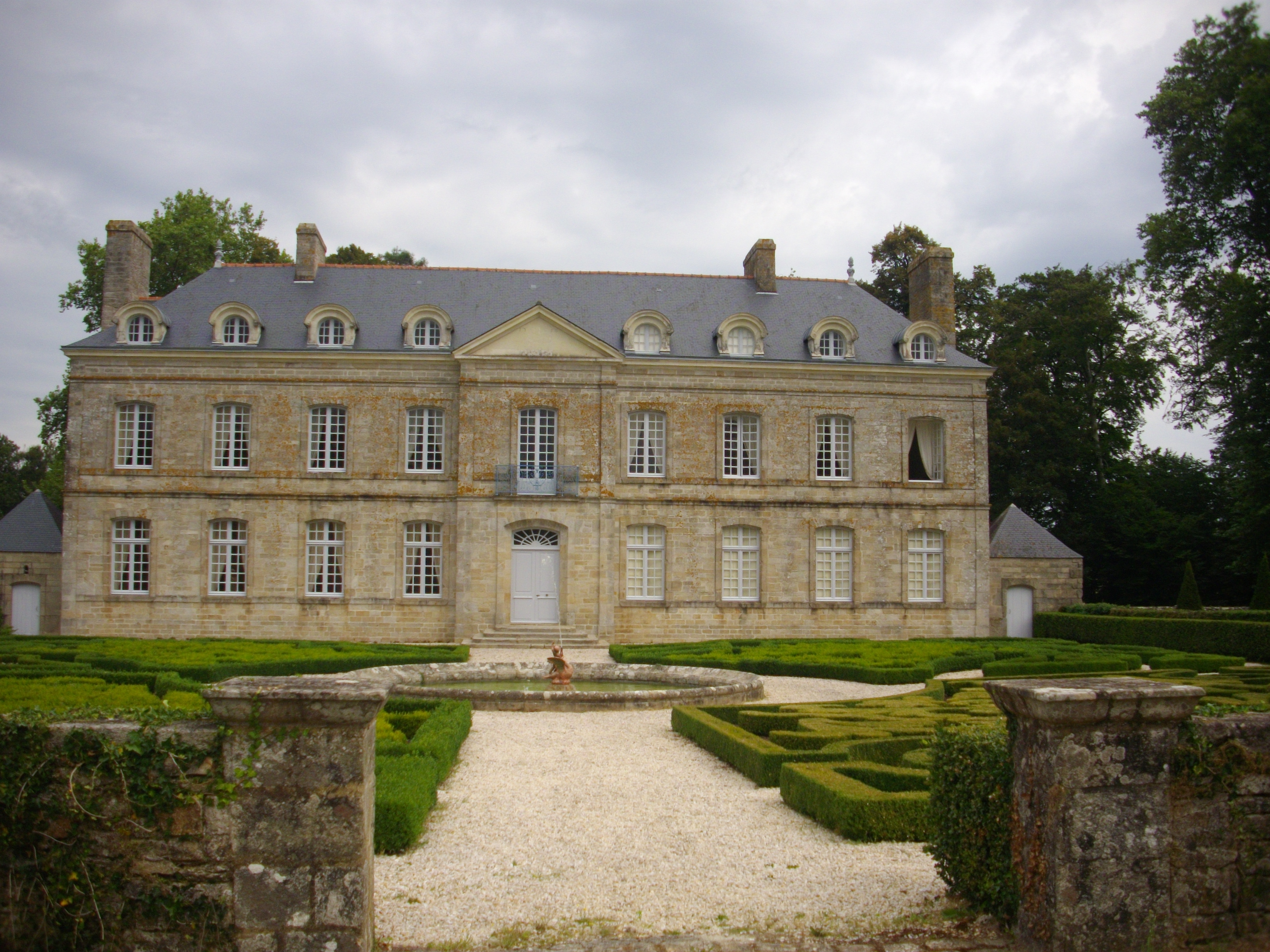
Vue du château de Penhouët en 2020.

À trois heures du matin, le bourg de Grand-Champ est cerné par les troupes de Josnet de Laviolais. Les chouans, dispersés dans les maisons du bourg, sont pris par surprise,,. Selon les mémoires de Puisaye, ils ont « à peine le temps de saisir leurs armes, et de se mettre ensemble ».
Le combat dure une heure et demie ou deux heures. De Silz se met à la tête de ses hommes, mais il est grièvement blessé et expire sur le chemin du Loc'h, peut-être au village de Kervihen. Les chouans prennent la fuite et se réfugient dans les bois de Kerret, au nord du bourg.
Selon les mémoires de Julien Guillemot, Georges Cadoudal, à la tête de la division d'Auray, rejoint ensuite les troupes de de Silz dans les bois de Kerret. Ils y sont attaqués dans la journée par les troupes de Josnet, et après une « belle défense », il se retirent sur l'abbaye de Lanvaux,.
Les républicains ne poussent pas la poursuite très loin et livrent le bourg de Grand-Champ au pillage,. 

## Pertes
Le lendemain du combat, le représentant Bruë écrit un rapport au Comité de salut public dans lequel il annonce qu'une centaine de chouans ont été tués, dont deux chefs,. 
Selon la lettre des quatre officiers chouans, les pertes des royalistes ne sont que de trois hommes tués, dont un sans arme, et de cinq blessés. Ils estiment également les pertes des assaillants à une vingtaine de tués et ajoutent que deux femmes et deux enfants ont été assassinés par les républicains.
Dans ses mémoires, Joseph de Puisaye fait quant à lui état de la mort de de Silz et de 13 de ses hommes. Ce bilan est repris par l'historien Roger Dupuy.
Selon le procureur général syndic du Morbihan, 44 prisonniers républicains, détenus dans les caves du château de Penhouët, sont délivrés au terme des combats,,.

## Conséquences

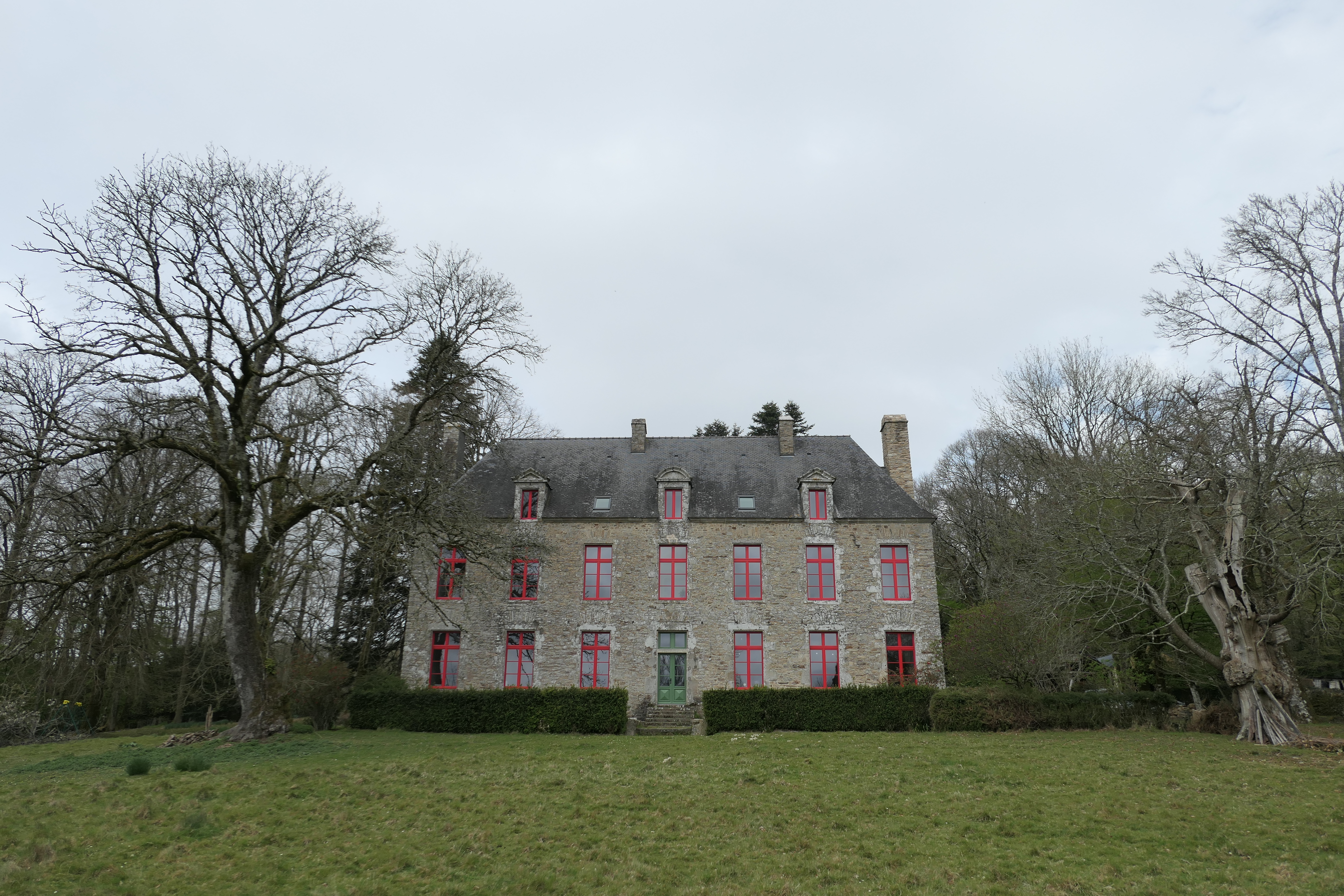
Vue 2022 du logis abbatial de l'abbaye Notre-Dame de Lanvaux.

Au moment de l'attaque de Grand-Champ, une autre troupe de chouans, forte de 500 hommes et commandée par Pierre Mercier et Jean Rohu, campe à l'abbaye de Lanvaux, à six kilomètres à l'ouest,. Alertée, celle-ci se met en marche au matin sur Grand-Champ, mais elle arrive trop tard pour prendre part au combat. Mercier et Rohu se contentent de rallier les fuyards cachés dans les bois de Kerret, puis ils font retraite sur Bignan afin de rejoindre les troupes de Pierre Guillemot.
D'après le journal de l'abbé Richard, les insurgés sont alors animés par un vif mouvement de colère contre les chefs, en particulier contre Berthelot : « ils leur tinrent des propos très durs et les accusèrent d'être de connivence avec la Nation ».